# Sparviero (araldica)
In araldica lo sparviero è simbolo di origine guerriera, perché dedicato a Marte, ma anche di vittoria, gloria e ricordo di cacce signorili. Presso gli antichi Egizi indicava anche la virtù fecondatrice del Sole in quanto ritenuto fecondissimo.

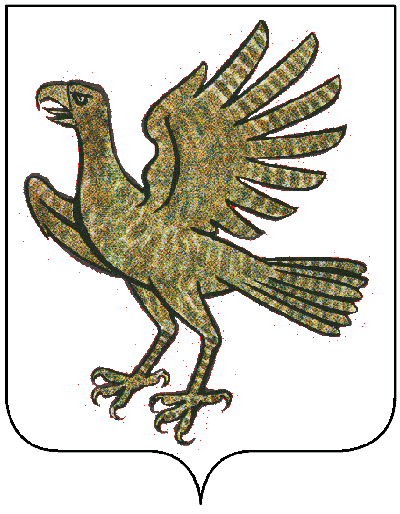
D'argento, allo sparviero sorante al naturale (stemma di Postal)